# C. Douglass Buck
Clayton Douglass Buck Sr. (21 de março de 1890 - 27 de janeiro de 1965) foi um político norte-americano que foi governador do estado do Delaware, no período de 1929 a 1937, pelo Partido Republicano.